# کتابخانه تخصصی فرهنگستان هنر
کتابخانه تخصصی فرهنگستان هنر یکی از بزرگترین کتابخانه‌های تخصصی هنر در ایران می‌باشد. این کتابخانه در سال ۱۳۸۰ تحت نظر معاونت علمی- پژوهشی فرهنگستان هنر جمهوری اسلامی ایران تأسیس گردید. 
منابع کتابخانه شامل کتاب، مجله، روزنامه، مقاله، پایان‌نامه و منابع دیداری و شنیداری و منابع دیجیتالی و الکترونیکی در حوزه هنر و علوم انسانی می‌باشد. این مجموعه بالغ بر ۱۰۰۰۰۰ نسخه کتاب فارسی و لاتین در حوزه هنر و علوم انسانی ، ۲۹۰ عنوان نشریه فارسی و لاتین ، ۱۰۰۰۰ دبیزه دیداری و شنیداری و پایان‌نامه می‌باشد.

## منبع
- کتابخانه شنیداری در فرهنگستان هنر خبرآنلاین